# Murat Hacıoğlu
Murat Hacıoğlu (Rize, 10 juni 1979) is een Turks voetballer. Hacıoğlu speelt tegenwoordig bij Denizlispor als aanvallende middenvelder. 

## Biografie
Hacıoğlu groeide op in zijn geboorteplaats Rize. Later verhuisde zijn familie naar de hoofdstad Ankara. Hacıoğlu werd ontdekt door enkele jeugdscouts van Ankaragücü en kwam zo in de jeugdselectie van de geel-blauwen. Een doorbraak bij deze club bleef uit, Hacıoğlu vertrok naar stadsgenoot Etimesgut Şekerspor. Daar speelde hij relatief succesvol en vertrok daarna naar Bursaspor. Bij Bursaspor preseerde hij slecht, de aanvaller scoorde slechts 2 keer. In december 2002 werd hij overgenomen door Diyarbakirspor. Bij deze club kwam zijn uiteindelijke doorbraak en speelde hij zelfs zijn eerste interlands.
De doorgebroken Hacıoğlu werd sindsdien in de gaten gehouden door de traditionele Turkse topclubs. Na 2 jaar gespeeld te hebben bij de Oost-Anatolische club, vertrok de kleine aanvaller uiteindelijk naar Fenerbahçe. Eenmaal in istanbul had de aanvaller veel moeite om een basisplaats af te dwingen omdat er veel concurrentie was. Ondanks dat, wist Hacıoğlu toch redelijk te presteren. Het jaar daarop werd hij verhuurd aan Konyaspor. Na dat seizoen probeerde Hacıoğlu het nog een keer bij Fenerbahçe maar ook dat werd geen succes. Daarna speelde de behendige Hacıoğlu nog voor Kocaelispor en Denizlispor. Hij speelde vier interlands en scoorde 0 doelpunten.

## Statistieken
| Seizoen   | Club                | Wedstrijden | Doelpunten | Competitie             |
| --------- | ------------------- | ----------- | ---------- | ---------------------- |
| 1998/2001 | Etimesgut Şekerspor | 81          | 18         | TFF 1. Lig             |
| 2001/2002 | Bursaspor           | 44          | 2          | Süper Lig              |
| 2002/2004 | Diyarbakirspor      | 66          | 22         | Süper Lig              |
| 2004/2005 | Fenerbahçe          | 18          | 5          | Süper Lig              |
| 2005/2006 | Konyaspor           | 37          | 8          | Süper Lig              |
| 2006/2007 | Fenerbahçe          | 6           | 2          | Süper Lig              |
| 2007/2008 | Konyaspor           | 8           | 10         | Süper Lig              |
| 2008/2009 | Kocaelispor         | 15          | 5          | Süper Lig              |
| 2009/2010 | Denizlispor         | -           | -          | Süper Lig              |
| Totaal    | Totaal              | 239         | 72         | Interlands Turkije 4/0 |